# 陳懿鍾
陳 懿鍾（チン・イジョン、チン・ウィジョン、朝鮮語: 진의종、1921年12月13日 - 1995年5月11日）は、大韓民国の政治家、官僚、弁護士、実業家。元国務総理、保健社会部長官、第8・9・11・12代国会議員。本貫は驪陽陳氏。号は白民（ペンミン、백민）、日本名は大原敏亨。
娘の陳真淑は画家、元金融監督委員会委員長の李憲宰は娘婿。

## 経歴
日本統治時代の全羅北道高敞郡に生まれた。京畿高校修了、京城帝国大学法文学部卒。卒業後は日本の高等考試に合格した。1943年に内務省管理局勤務、1945年に北海道庁農務課長を務めた。
光復後は南朝鮮に帰国し、1948年に商工部電政課長、1952年に商工部鉱務局長などを歴任した後、1954年に弁護士として登録した。1955年に住宅営団理事、1958年に湖南肥料専務理事、1960年には商工部事務次官、1961年に大韓教育保険副社長、1962年に蔚山肥料専務理事、1964年に韓国電力株式会社副社長などを歴任した。
政界入り後は1971年の第8代総選挙で新民党党員として初当選し、国会議員を計4期務めた。1979年に保健社会部長官、1980年に国家保衛立法会議議員、1982年に民主正義党政策委議長、1983年に民正党代表委員を務めた後、1983年から1985年までに国務総理を務めた。他には民正党常任顧問、韓日議員連盟副会長・韓ニュージーランド議員親善協会長を務めた。なお、国務総理在任中の1984年11月に総理執務室で脳溢血で倒れたため、当時の申秉鉉副首相兼経済企画院長官は1985年2月までの約3ヶ月間に国務総理職を代行した。
1995年に死去。2008年に民族問題研究所が発表した親日人名辞典に収録された。